# 菊陽町
菊陽町（日语：／ Kikuyō machi */?）是位于日本熊本縣中部的行政區劃，其緊鄰於熊本市的東北側。
在轄內分別有堀川及白川分別自北部和南部由東向西通過，此區域域內亦擁有豐富的地下水，除了供農業使用外，也可供工業使用，再加上熊本機場位於町內南側，九州自動車道自西側通過，吸引了日本的半導體製造商索尼半導體製造在町內的原水地區設立半導體生產工廠，其與台灣積體電路製造合資設立的日本先進半導體製造也接著在此設立生產工廠，形成一個半導體製造的聚落。

## 人口
由於距離熊本市中心僅15公里，搭乘鐵路或巴士可在半小時內抵達熊本市市區，因此逐漸以熊本市的通勤城市而發展，在鄰近熊本市的武藏丘地區和光之森地區也因此先後設置了大量的住宅區，自1970年代後人口即穩定成長，即使在2000年代日本總人口開始呈負成長趨勢後，町內人口數仍持續大幅成長。
| 菊陽町人口分布圖 |                                               |  |
| 菊陽町與日本全國年齡別人口分布比較圖 （2005年資料） | 菊陽町的年齡、男女別人口分布圖 （2005年資料） |  |
| ■紫色是菊陽町 ■綠色是全国 | ■藍色是男性 ■紅色是女性                       |  |
| 菊陽町人口變化 \| 1970年 \| 10,881人 \| \| \| 1975年 \| 13,138人 \| \| \| 1980年 \| 20,152人 \| \| \| 1985年 \| 22,585人 \| \| \| 1990年 \| 24,154人 \| \| \| 1995年 \| 26,273人 \| \| \| 2000年 \| 28,360人 \| \| \| 2005年 \| 32,434人 \| \| \| 2010年 \| 37,734人 \| \| \| 2015年 \| 40,984人 \| \| \| 2020年 \| 43,337人 \| \| |                                               |  |
| 資料來源：日本總務省統計中心提供之人口普查數據 |                                               |  |
| 1970年 | 10,881人                                      |  |
| 1975年 | 13,138人                                      |  |
| 1980年 | 20,152人                                      |  |
| 1985年 | 22,585人                                      |  |
| 1990年 | 24,154人                                      |  |
| 1995年 | 26,273人                                      |  |
| 2000年 | 28,360人                                      |  |
| 2005年 | 32,434人                                      |  |
| 2010年 | 37,734人                                      |  |
| 2015年 | 40,984人                                      |  |
| 2020年 | 43,337人                                      |  |

## 历史
過去在令制國時代屬於肥後國，以白川為界，以北屬於合志郡，以南屬於益城郡；在17世紀進入江戶時代後屬於熊本藩，南部則改隸屬自益城郡分割而出的上益城郡。
19世紀末明治維新實施廢藩置縣後曾先後隸屬熊本縣及白川縣，最後又隸屬於由白川縣與南側的八代縣整併而成的熊本縣。
1889年日本實施町村制，現在的菊陽町轄區在當時分屬位於北部的原水村、位於中部的津田村和位於南部的白水村三個行政區劃，1896年北部兩村所隸屬的合志郡被併入菊池郡；在1950年代日本政府推動昭和大合併的期間，三個村於1955年被整併為一個新的行政區劃，並規劃隸屬菊池郡，由於位於菊池郡的最南側，因此以「菊陽」為名，成為菊陽村，1969年升格為菊陽町。
2000年代日本政府推動平成大合併期間，曾與周邊的合志町、西合志町、大津町進行合併協商，並一度決議合併後的新行政區劃將採用「東熊本市」之名稱，但最終未能達成合併協議。

### 變遷表
| 1889年4月1日   | 1889年 - 1944年           | 1945年 - 1954年           | 1955年 - 1988年           | 1955年 - 1988年           | 1989年 - 現在             | 現在                      |
| -------------- | ------------------------- | ------------------------- | ------------------------- | ------------------------- | ------------------------- | ------------------------- |
| 合志郡原水村   | 1896年4月1日 菊池郡原水村 | 1896年4月1日 菊池郡原水村 | 1955年4月1日 菊池郡菊陽村 | 1969年1月1日 菊池郡菊陽町 | 1969年1月1日 菊池郡菊陽町 | 1969年1月1日 菊池郡菊陽町 |
| 合志郡津田村   | 1896年4月1日 菊池郡津田村 | 1896年4月1日 菊池郡津田村 | 1955年4月1日 菊池郡菊陽村 | 1969年1月1日 菊池郡菊陽町 | 1969年1月1日 菊池郡菊陽町 | 1969年1月1日 菊池郡菊陽町 |
| 上益城郡白水村 |                           |                           | 1955年4月1日 菊池郡菊陽村 | 1969年1月1日 菊池郡菊陽町 | 1969年1月1日 菊池郡菊陽町 | 1969年1月1日 菊池郡菊陽町 |

## 行政

### 歷任首長
| 屆         | 任         | 姓名       | 上任日期       | 卸任日期       | 備註                         |
| 菊陽村村長 | 菊陽村村長 | 菊陽村村長 | 菊陽村村長     | 菊陽村村長     | 菊陽村村長                   |
| ---------- | ---------- | ---------- | -------------- | -------------- | ---------------------------- |
| 1          | 1          | 松岡拓平   | 1955年4月1日   | 1959年3月31日  |                              |
| 2          | 2          | 齊藤兼龜   | 1959年4月1日   | 1963年3月31日  | 前原水村村長                 |
| 3          | 2          | 齊藤兼龜   | 1963年4月1日   | 1966年9月2日   | 於任內過世                   |
| 4          | 3          | 阪本貢     | 1966年10月14日 | 1968年12月31日 | 改制為菊陽町                 |
| 菊陽町町長 |            |            |                |                |                              |
| 4          | 3          | 阪本貢     | 1969年1月1日   | 1970年10月13日 | 原菊陽村村長，繼續完成原任期 |
| 5          | 3          | 阪本貢     | 1970年10月14日 | 1974年10月13日 |                              |
| 6          | 3          | 阪本貢     | 1974年10月14日 | 1978年10月13日 |                              |
| 7          | 4          | 富永清次   | 1978年10月14日 | 1982年10月13日 |                              |
| 8          | 4          | 富永清次   | 1982年10月14日 | 1986年10月13日 |                              |
| 9          | 4          | 富永清次   | 1986年10月14日 | 1990年10月13日 |                              |
| 10         | 4          | 富永清次   | 1990年10月14日 | 1994年10月13日 |                              |
| 11         | 4          | 富永清次   | 1994年10月14日 | 1998年10月13日 |                              |
| 12         | 4          | 富永清次   | 1998年10月14日 | 2002年10月13日 |                              |
| 13         | 4          | 富永清次   | 2002年10月14日 | 2006年10月13日 |                              |
| 14         | 5          | 後藤三雄   | 2006年10月14日 | 2010年10月13日 |                              |
| 15         | 5          | 後藤三雄   | 2010年10月14日 | 2014年10月13日 |                              |
| 16         | 5          | 後藤三雄   | 2014年10月14日 | 2018年10月13日 |                              |
| 17         | 5          | 後藤三雄   | 2018年10月14日 | 2022年10月13日 |                              |
| 18         | 6          | 吉本孝壽   | 2022年10月14日 | 現任           |                              |
| 參考資料： |            |            |                |                |                              |

## 交通

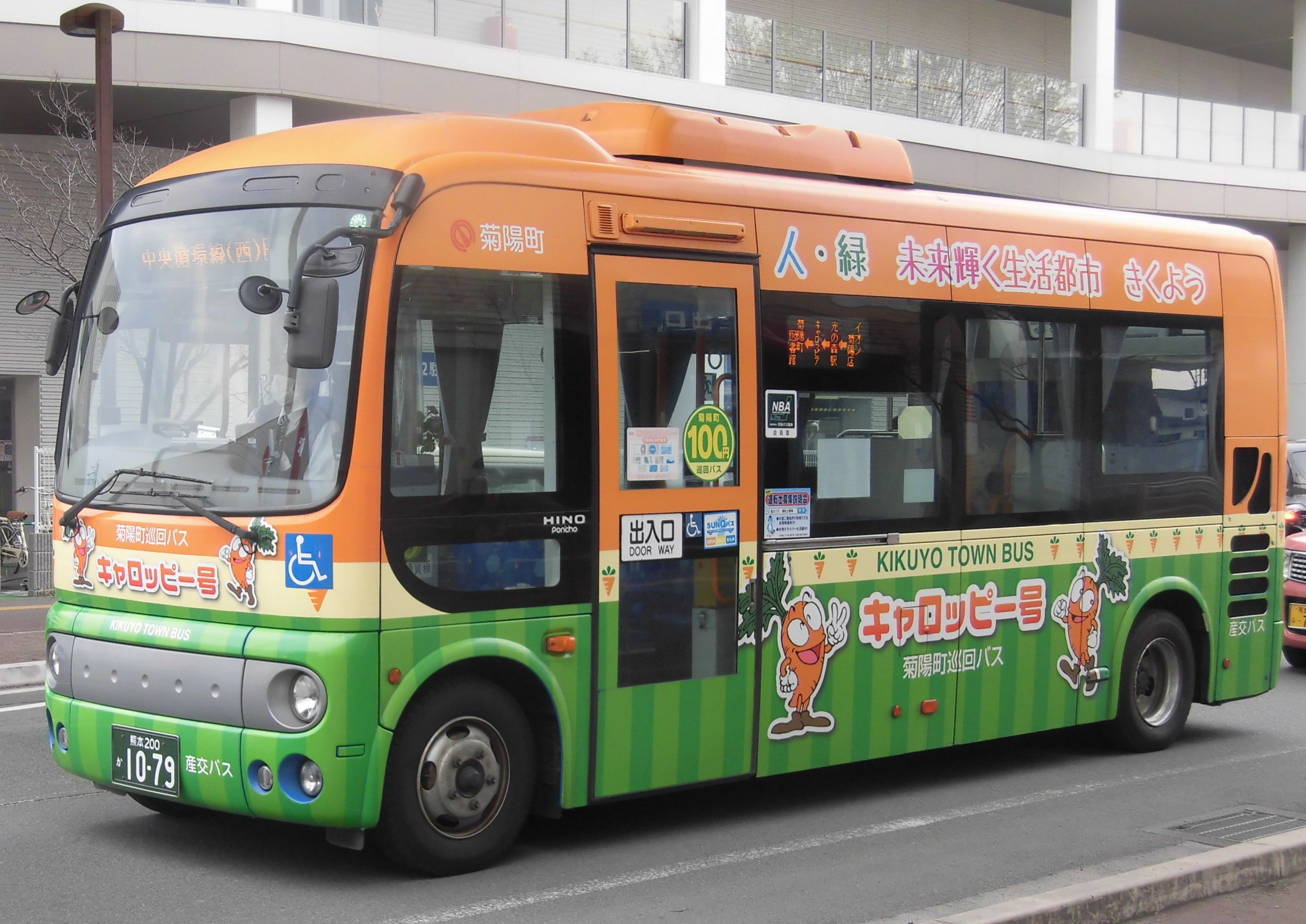
社區巴士「キャロッピー號」

九州旅客鐵道豐肥本線以東西向穿過菊陽町內的主要市區，共設有三個車站，經由鐵路可在約二十分鐘抵達熊本市的新水前寺車站，可再轉乘熊本市電進入熊本市市區，或是在約三十分鐘的時間直接搭乘至熊本車站，再轉乘鹿兒島本線或是九州新幹線至九州其他地區。
高速公路九州自動車道則是從轄區西側與熊本市交界處，雖未在轄區內未設有任何設施，但位於熊本市內的熊本交流道距離菊陽町內很近，自熊本交流道僅約需五分鐘即可進入菊陽町內。
熊本縣主要的機場熊本機場則是位於菊陽町南部與益城町交界處，雖然機場的航廈設施位於南側益城町方向，但自機場出發也僅約需十五分鐘可以抵達菊陽町的主要市區。
町內的客運路線主要由產交巴士所經營，但行駛路線主要以國道57號沿線，以及西部鄰近熊本市的武藏丘地區和光之森地區內。此外町公所也有開設以本地吉祥物命名的社區巴士「キャロッピー號」，彌補產交巴士未行駛至的地區需求。而位於菊陽町東北部以半導體產業為主的原水工業團地，也有町公所開設的「半導體通勤巴士」供園區工作者可在上下班時間自原水車站往返該園區。

### 鐵路
- 九州旅客鐵道
  - 豐肥本線：（熊本市） - 光之森車站 - 三里木車站 - 原水車站 - （大津町→）

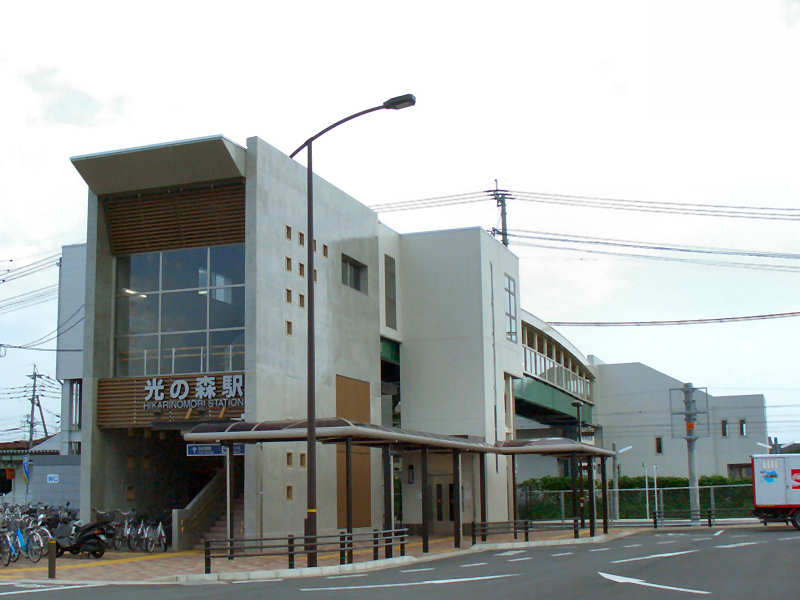
光之森車站
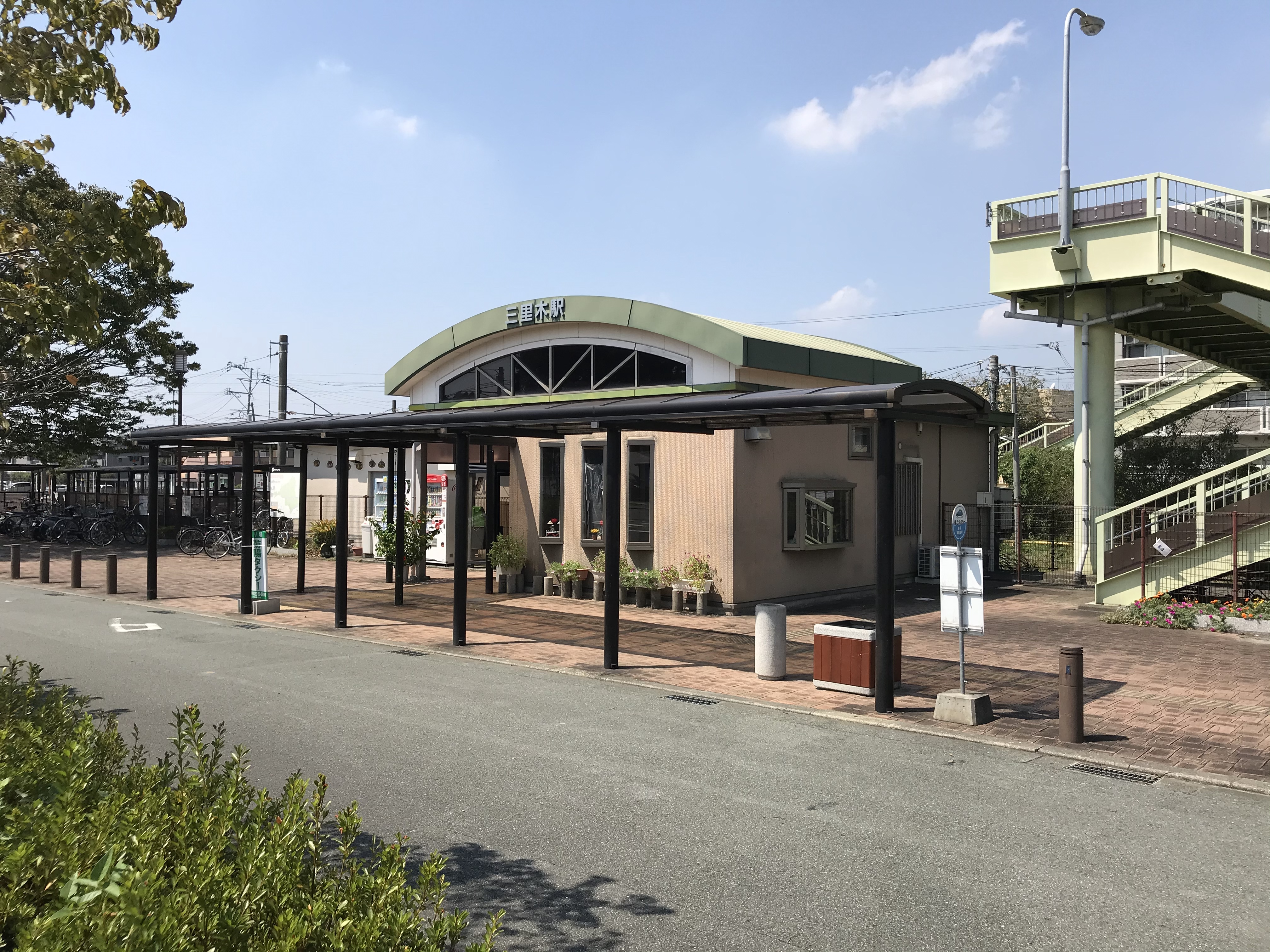
三里木車站
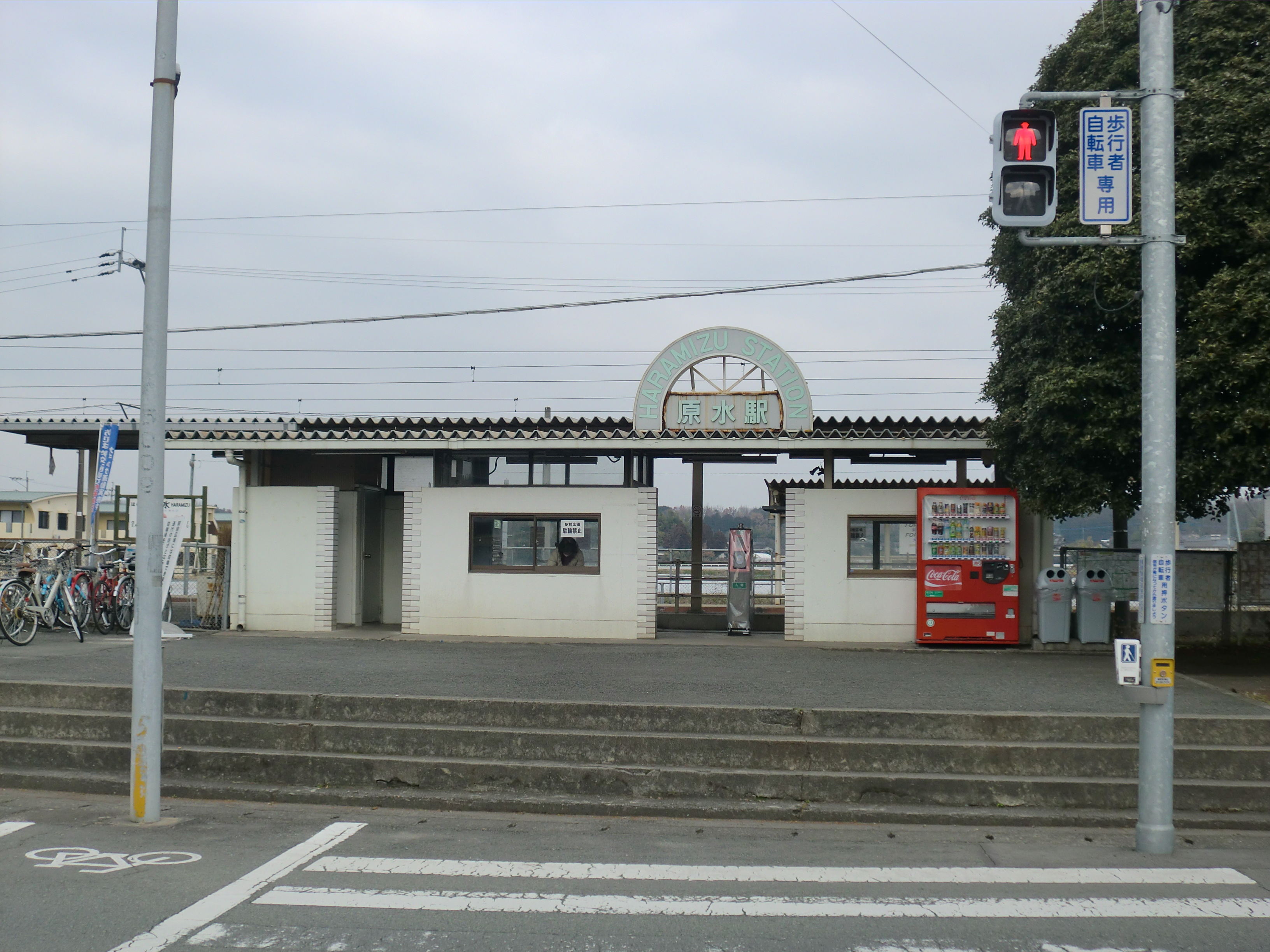
原水車站

## 教育

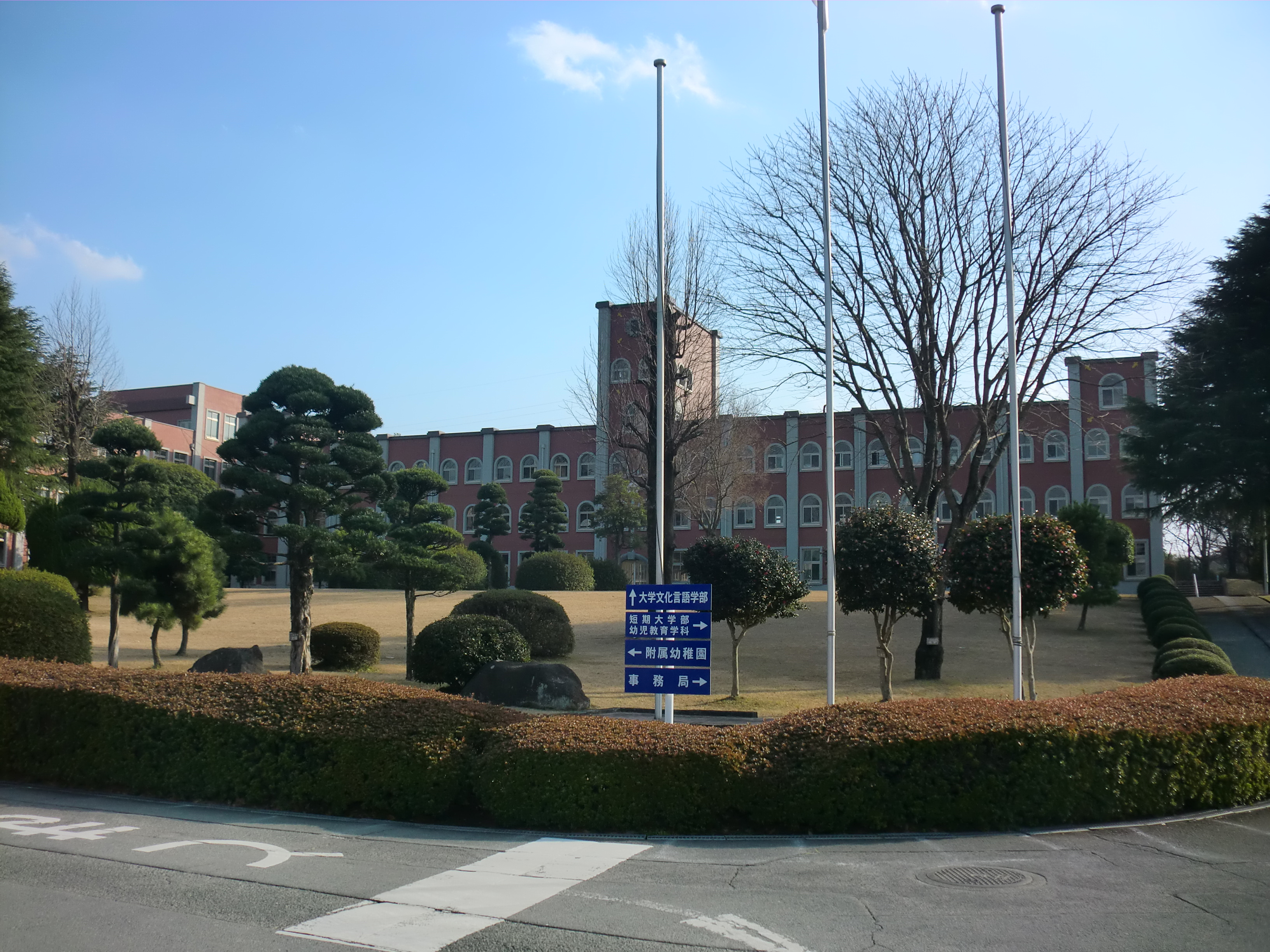
尚絅大學武藏丘校區

校本部位於熊本市的尚絅大學在菊陽町西部與熊本市交界處的武藏丘地區，設有武藏丘校區，此校區主要由短期大學部的幼兒教育學科使用，因此尚絅大學在此也設立了尚絅大學短期大學部附屬幼兒園。
校本部同樣位於熊本市內的崇城大學，由於其宇宙航空系統學科有需要實際使用飛行器的需求，在菊陽町南部的熊本機場旁設有機場校區，分別供航空飛行及航空維修之課程使用。

## 姊妹、友好城市

### 日本
- 屋久島町（鹿兒島縣）
過去傳說在1604年當時的熊本藩藩主加藤清正在建設豐後街道（日语：豊後街道）時，於通過此地的區域採用來自屋久島的屋久杉（日语：屋久杉）作為兩側的行道樹；之後在1986年菊陽町位重現當年的豐後街道景觀，自屋久島移植了屋久杉至此，此後兩地開始相互交流，並於1994年締結為姊妹都市。[14]

## 外部連結
- （日語） 菊陽町商工會 （页面存档备份，存于）